# Meg Mundy
Margaret Anne Mary Mundy (4 de enero de 1915 – 12 de enero de 2016) fue una actriz y modelo estadounidense nacida en Inglaterra. Nació en Londres,[cita requerida] y en 1921, a la edad de seis años, emigró a los Estados Unidos con su familia.

## Vida personal
Mundy nació en Marylebone. Su madre, la cantante de ópera australiana Clytie Hine, estudió en el Elder Conservatorium of Music de Adelaida, Australia Meridional. Su padre era el violonchelista inglés John Mundy. En 1921, la pareja emigró a Estados Unidos con sus dos hijos. Su padre se convirtió en director de orquesta de la Metropolitan Opera. Tras retirarse como intérprete, Hine entrenó a cantantes de ópera e intérpretes musicales. El hermano menor de Meg era el profesor de historia de la Universidad de Columbia John Hine Mundy. Mundy celebró su centenario el 4 de enero de 2015 y falleció el 12 de enero de 2016, a los 101 años.

## Matrimonios
- Marc Daniels (1942[2]–51; divorciados)[cita requerida]
- Konstantinos "Dino" Yannopoulos (15 de septiembre de 1951–?; divorciados); 1 hijo[cita requerida]

## Carrera
En 1940, el fundador de una agencia de modelos Harry Conover citó a Mundy como una de las 10 mejores modelos ("las que atraen los salarios más altos"). Un artículo de periódico publicado dos años más tarde informaba de que Mundy era "la modelo mejor pagada de Manhattan."
Mundy debutó como cantante de concierto en el Carnegie Hall en 1942.
En 1948 Mundy protagonizó The Respectful Prostitute (véase más abajo), pero Dorothy Parker profesó su ignorancia: "Meg Mundy? What's that, a Welsh holiday?"[cita requerida] (La estrella de cine Ann Dvorak sucedió a Mundy en ese papel). Mundy también interpretó a Mary McLeod, el papel femenino principal, en la producción de Broadway de Detective Story.
En televisión interpretó, entre otros papeles, a una aficionada a las antigüedades en un episodio de Alfred Hitchcock Presents, y a la adinerada matriarca Mona Aldrich Croft en The Doctors de 1972 a 1973 y de 1975 a 1982, dejando la serie tres meses antes de su finalización. Tras interpretar el papel de Isabelle Alden en el piloto de la nueva telenovela Loving, interpretó brevemente a Julia, la imperiosa madre de Maeve Stoddard, en Guiding Light. Más tarde interpretó el papel de la rica tía de Dimitri Marrick, Eugenia von Voynavitch, en All My Children.
En el cine interpretó papeles en Eyes of Laura Mars (1978), Oliver's Story (1978), The Bell Jar (1979) y como madre del personaje de Mary Tyler Moore en Ordinary People (1980), que ganó el Oscar a la mejor película del año. Apareció en la película de Walter Matthau y Robin Williams Los supervivientes (1983), en las películas de 1987 Fatal Attraction y Someone to Watch Over Me, y en dos episodios de Law & Order en la década de 1990.

## Premios
En 1948 Mundy ganó el Theatre World Award por su interpretación en The Respectful Prostitute en el Cort Theatre.
En 1982 fue nominada a un premio Emmy diurno por Actriz de reparto destacada en una serie dramática diurna en la novena edición de los Emmy diurnos por su papel de Mona Croft en The Doctors.[cita requerida]

## Filmografía
| Año  | Título                    | Papel                  | Notas                                                       |
| ---- | ------------------------- | ---------------------- | ----------------------------------------------------------- |
| 1956 | Alfred Hitchcock Presents | Martha Sturgis-Appelby | Temporada 1 Episodio 29: "The Orderly World of Mr. Appelby" |
| 1956 | Alfred Hitchcock Presents | Ellen Blanchard        | Temporada 2 Episodio 13: "Mr. Blanchard's Secret"           |
| 1978 | Breaking Up               | Louise Crawford        |                                                             |
| 1978 | Eyes of Laura Mars        | Doris Spenser          |                                                             |
| 1978 | Oliver's Story            | Mrs. Barrett           |                                                             |
| 1979 | The Bell Jar              | Bea Ramsey             |                                                             |
| 1980 | Ordinary People           | Abuela                 |                                                             |
| 1983 | The Survivors             | Mace Lover             |                                                             |
| 1987 | Fatal Attraction          | Joan Rogerson          |                                                             |
| 1987 | Someone to Watch Over Me  | Antonia                |                                                             |